# Agora
För andra betydelser, se Agora (olika betydelser).

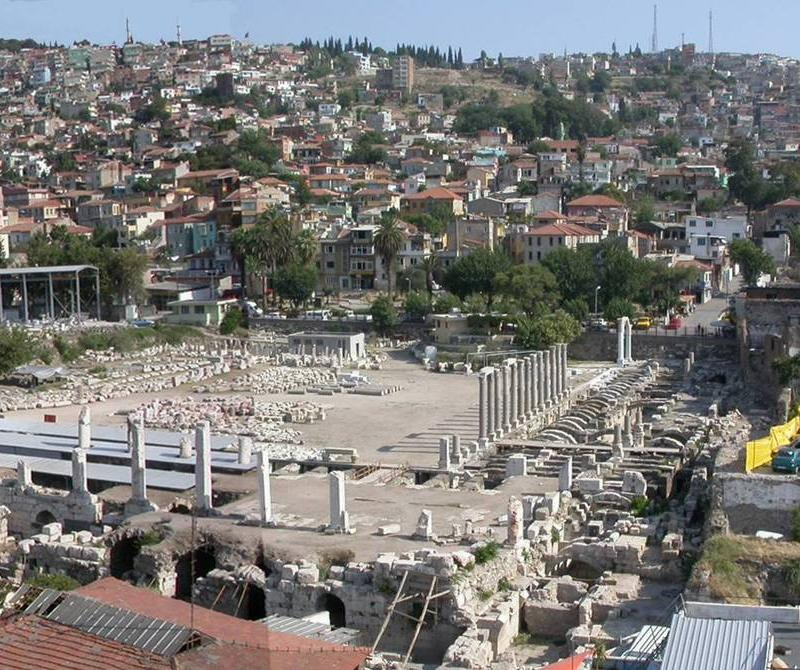
Agora i Izmir

Agora är benämningen av rum på torg i antika grekiska städer. De användes som marknadsplats eller allmän mötesplats. Agoras yttre begränsning utgjordes av ett antal stoa, det vill säga en lång täckt arkad, i vilken man kunde promenera eller stå i skugga under dagens varma timmar.
Agora omfattar inte tempelbyggnader. De låg på en akropol, en avskild upphöjd plats. Den romerska motsvarigheten var forum, där basilikan motsvarar stoan.